# Лиша
Лѝша (на италиански: Liscia, на местен диалект lë Lìscë, лъ Лишъ) е село и община в Южна Италия, провинция Киети, регион Абруцо. Разположен е на 740 m надморска височина. Населението на общината е 705 души (към 2010 г.).